# Verdrag van Ch'ing-shui
Het Verdrag van Ch'ing-shui van 783 was een van de zes verdragen die in de achtste eeuw gesloten werden tussen het Tibetaanse rijk en de Chinese Tang-dynastie. Na de opstand van An Lushan was de Tang-dynastie ernstig verzwakt. De Tibetaanse koning Trisong Detsen (742-ca.800) maakte hiervan gebruik om in de tweede helft van de achtste eeuw zijn rijk aanzienlijk uit te breiden.
In 763 hadden de Tibetanen al korte tijd Chang'an, de hoofdstad van het Chinese rijk bezet en geplunderd. In de periode die volgde wisten de Tibetanen delen van China ten westen en ten noorden van Chang'an te blijven domineren. In die periode werden steden als Hexi in de Gansu-corridor en Hami veroverd. Vanaf 780 volgden verdere veroveringen, waaronder die van de stad en regio Dunhuang. Die stad was van groot strategisch belang. Het lag op een punt waar het noordelijk en zuidelijk deel van de zijderoute weer bijeen kwamen en was dan ook een belangrijke handelsplaats en entrepot. Dunhuang was ook het centrum voor het Chinese boeddhisme en met name het Chan-boeddhisme. De Chinese keizer Tang Dezong (742-805 werd gedwongen deze veroveringen te erkennen in een verdrag. Door deze veroveringen had de Tang-dynastie de greep op de gebieden in Centraal-Azië die ze in de eerste eeuw van hun dynastie hadden beheerst geheel verloren
De voorbereidende gesprekken over het verdrag vonden plaats in Pingliang. Dit lag net zoals Ch'ing-shui in het uiterste oosten van Gansu en geeft aan hoe diep de Tibetaanse legers Chinees grondgebied waren binnen gedrongen. Er wordt in het Oud Boek van de Tang uitvoerig melding gemaakt van de plechtigheden en de ceremonie tijdens het sluiten van het verdrag. De verdragstekst is ook opmerkelijk omdat het tot in details de toenmalige geografische afbakening tussen de twee rijken beschrijft.